# Pixelmator
Pixelmator est une société fondée en 2007 par Saulius et Aidas Dailide à Vilnius en Lituanie. Elle édite et distribue deux logiciel graphique : Photomator (centré sur l'édition photographique et développé pour macOS, iOS et iPadOS) et Pixelmator Pro (permettant d'éditer des photos et de faire de la conception graphique, développé uniquement pour macOS).
Pixelmator est racheté par Apple fin octobre 2024.

## Photomator
Construit sur une combinaison de l'open source et de technologies Mac OS X[précision nécessaire], Pixelmator possède des fonctions de sélection, de peinture, de retouche, de navigation et des outils de correction des couleurs ainsi qu'une fonction d'édition d'image-couches, la gestion des couleurs, etc. Pixelmator utilise Core Image et OpenGL qui utilisent les technologies de la carte vidéo Mac pour le traitement de l'image.
Pixelmator 1.0 est sorti le 25 septembre 2007 pour OS X. Auparavant, une version bêta avait été réalisée plus tôt, le 16 août 2007. Au début, les développeurs ont annoncé une version bêta publique, mais ont décidé par la suite de ne publier qu'une bêta fermée à un groupe restreint de testeurs.
Pixelmator est sorti sous la forme d'une application pour l'iPad (iPad 1.0) le 23 octobre 2014. La première version compatible avec l'iPhone est sortie le 28 mai 2015 (2.0.1).